# 산타나 (밴드)
산타나(Santana)는 멕시코계 미국인 기타리스트이자 작곡가인 카를로스 산타나(Carlos Santana)가 1966년 샌프란시스코에서 결성한 미국의 록 밴드이다.
이 밴드는 유일한 초기 멤버인 산타나와 함께 여러 차례 녹음 및 공연을 진행했다. 처음 멤버는 톰 프레지어(기타), 마이크 카라벨로(퍼커션), 로드 하퍼 (드럼), 거스 로드리게스 (베이스 기타), 그랙 로일(키보드, 보컬)이었다. 이후 멤버는 상당히 자주 바뀌었으며, 1971년에서 1972년에는 카를로스 산타나와 그룹간의 갈등이 있기도 했다. 산타나는 1969년 우드스톡 페스티벌과 산타나 (1969), 아브락사스 (1970), 산타나 III (1971) 등 3 개의 앨범으로 초기 성공을 거두었다. 이 기간 동안 다른 중요한 핵심 멤버로는 그렉 롤리(Gregg Rolie), 마이크 카라벨로(Mike Carabello), 마이클 슈리브(Michael Shrieve), 데이비드 브라운(David Brown) 및 호세 아레아스(José Areas)가 있으며 "클래식" 라인업을 구성한다.
산타나는 초기 성공 후 Caravanserai (1972), Welcome (1973) 및 Borboletta (1974)에서 재즈 퓨전 요소를 시도했다. 산타나는 Supernatural (1999) 앨범에서  가수 롭 토머스의 "Smooth" 와 "Maria Maria" 등의 노래로 판매량과 비평가의 호평에 새로운 절정에 이르렀다. 앨범은 11 개국에서 1위를 차지했으며 미국에서 1,200 만 부를 판매했다. 2014년 "클래식"라인업은 Santana IV (2016)의 출범을 위해 재결성되었고 그룹은 계속해서 공연하고 녹음을 하고있다. 밴드는 데뷔한지 50년 후인 2019년 8월에 Woodstock 50에서 헤드 라인을 차지할 것으로 기대된다.
산타나는 미국에 4,350만 장의 인증 앨범과 전 세계적으로 1억 장의 앨범이 판매된 것으로 추정되며 역사상 가장 많이 팔린 음악가 가운데 하나이다. 25 개의 스튜디오 앨범이 포함된 그의 앨범 중 14곡이 미국 상위 10위에 올랐다. 1998년에는 산타나, 롤리, 카라벨로, 슈리브, 브라운 및 아레아스가 로큰롤 명예의 전당에 이름을 올렸다. 2000년에는 6개의 그래미 어워드를 받아 마이클 잭슨과 동일한 기록을 세웠고 3개의 라틴 그래미상을 받았다.

## 현재 멤버
- 카를로스 산타나 - 기타, 보컬
- 체스터 톰슨 - 키보드
- 베니 릿벨드 - 베이스 기타
- 데니스 채임버스 - 드럼
- 앤디 베거스 - 보컬
- 칼 퍼라조 - 팀발레스, 퍼커션
- 라울 리코 - 콩가, 퍼커션
- 빌 오티즈 - 트럼펫

## 디스코그라피

### 정규 앨범
- 《Santana》 (1969)
- 《Abraxas》 (1970)
- 《Santana III》 (1971)
- 《Caravanserai》 (1972)
- 《Welcome》(1973)
- 《Borboletta》 (1974)
- 《Lotus》 (1975)
- 《Amigos》 (1976)
- 《Festival》 (1976)
- 《Moonflower》 (1977)
- 《Inner Secrets》 (1978)
- 《Marathon》 (1979)
- 《Zebop!》 (1981)
- 《Shango》 (1982)
- 《Beyond Appearances》 (1985)
- 《Freedom》 (1987)
- 《Spirits Dancing in the Flesh》 (1990)
- 《Milagro》 (1992)
- 《Supernatural》 (1999)
- 《Shaman》 (2002)
- 《All That I Am》 (2005)
- 《GUITAR HEAVEN: THE GREATEST GUITAR CLASSICS OF ALL TIME》 (2010)
- 《SHAPE SHIFTER》 (2012)
- 《CORAZÓN》 (2014)
- 《SANTANA IV》 (2016)